# Гордзеж
Гордзеж (пол. Hordzież) — село в Польщі, у гміні Серокомля Луківського повіту Люблінського воєводства.
Населення — 372 особи (2011).
У 1975-1998 роках село належало до Седлецького воєводства.

## Демографія
Демографічна структура станом на 31 березня 2011 року:
|          | Загалом | Допрацездатний вік | Працездатний вік | Постпрацездатний вік |
| -------- | ------- | ------------------ | ---------------- | -------------------- |
| Чоловіки | 187     | 44                 | 112              | 31                   |
| Жінки    | 185     | 27                 | 97               | 61                   |
| Разом    | 372     | 71                 | 209              | 92                   |